# سوپرجام فوتبال ایتالیا ۱۹۹۹
سوپر جام فوتبال ایتالیا ۱۹۹۹ (انگلیسی: 1999 Supercoppa Italiana) دوازدهمین دورهٔ مسابقهٔ سوپر جام فوتبال ایتالیا بود که بین قهرمان سری آ و قهرمان جام حذفی فوتبال ایتالیا برگزار شد.
این دیدار در تاریخ ۲۱ اوت ۱۹۹۹ برگزار شد و پارما به مقام قهرمانی دست یافت.

## تیم‌ها
- آ.ث. میلان: قهرمان سری آ فصل ۹۹-۱۹۹۸
- پارما: قهرمان جام حذفی ایتالیا فصل ۹۹-۱۹۹۸